# NGC 1705
NGC 1705 ist eine elliptische Zwerggalaxie mit ausgedehnten Sternentstehungsgebieten vom Hubble-Typ E/S0 im Sternbild Maler am Südsternhimmel. Sie ist schätzungsweise 28 Millionen Lichtjahre von der Milchstraße entfernt und hat einen Durchmesser von etwa 15.000 Lichtjahren. 
Im Zentrum der Galaxie befindet sich ein gewaltiger Sternhaufen, der sich wahrscheinlich während einer Phase heftiger Sternentstehung, eines sogenannten Starbursts, vor etwa 26 bis 31 Millionen Jahren gebildet hat. Als Studienobjekt eignet sich NGC 1705 besonders, da manche Astronomen vermuten, dass Zwerggalaxien zu den ersten Sternansammlungen im frühen Universum gehörten.
Das Objekt wurde am 5. Dezember 1834 von dem britischen Astronomen John Herschel entdeckt.